# X-Men: Nová generace
X-Men: Nová generace (v anglickém originále The Gifted) je americký dramatický televizní seriál, jehož autorem je Matt Nix. Vysílán byl v letech 2017–2019 na stanici Fox, celkově vzniklo ve dvou řadách 29 dílů. Seriál je odvozen ze superhrdinské komiksové série o X-Menech a je propojen s jejich filmovou sérií.

## Příběh
Rodiče Caitlin a Reed Struckerovi zjistí, že jejich děti mají schopnosti mutantů. Proto se s nimi před vládou skryjí a připojí se k tajné komunitě mutantů, kteří bojují o své přežití.

## Obsazení

### Hlavní role
- Stephen Moyer jako Reed Strucker
- Amy Acker jako Caitlin Strucker
- Sean Teale jako Marcos Diaz / Eclipse
- Jamie Chung jako Clarice Fong / Blink
- Coby Bell jako Jace Turner
- Emma Dumont jako Lorna Dane / Polaris
- Blair Redford jako John Proudstar / Thunderbird
- Natalie Alyn Lind jako Lauren Strucker
- Percy Hynes White jako Andy Strucker
- Skyler Samuels jako Esme, Sophie a Phoebe Frostovy (Stepford Cuckoos)
- Grace Byers jako Reeva

### Vedlejší role
- Hayley Lovitt jako Sage
- Joe Nemmers jako Ed Weeks
- Jeff Daniel Phillips jako Fade
- Jermaine Rivers jako Shatter
- Garret Dillahunt jako Roderick Campbell
- Elena Satine jako Sonya Simonson

## Vysílání
| Řada | Díly | Premiéra v USA | Premiéra v USA | Premiéra v ČR     | Premiéra v ČR  |
| Řada | Díly | První díl      | Poslední díl   | První díl         | Poslední díl   |
| ---- | ---- | -------------- | -------------- | ----------------- | -------------- |
| 1    | 13   | 2. října 2017  | 15. ledna 2018 | 1. července 2018  | 12. srpna 2018 |
| 2    | 16   | 25. září 2018  | 26. února 2019 | 22. prosince 2019 | 15. února 2020 |

Seriál X-Men: Nová generace byl po natočení pilotu objednán stanicí Fox v květnu 2017. Úvodní díl byl odvysílán 2. října 2017. V lednu 2018 stanice Fox oznámila, že objednala druhou řadu seriálu, jejíž první díl byl odvysílán v září 2018. Série byla ukončena v únoru 2019 a v dubnu toho roku oznámila televize Fox, že seriál, nejméně sledované drama stanice, ruší.